# Tarnon
Der Tarnon ist ein Fluss in Frankreich, der im Département Lozère in der Region Okzitanien verläuft. 

## Flusslauf
Der Tarnon entspringt im Nationalpark Cevennen auf der Anhöhe Aire de la Côte etwa 4 Kilometer östlich des Mont Aigoual im Gemeindegebiet von Bassurels an der Grenze zum benachbarten Département Gard. Der Tarnon entwässert generell in nördlicher Richtung, trennt dabei das Plateau Causse Méjean von den Cevennen und mündet nach 39 Kilometern im Gemeindegebiet von Florac als linker Nebenfluss in den Tarn.

## Orte am Fluss
- Rousses
- Vebron
- Florac